# Epulo
Epulo, monotipski rod crvenih algi iz potporodice Austrolithoideae, dio porodice Hapalidiaceae. Jedina vrsta je morska alga E. multipedes uz obale New South Walesa, Australija.
Raste parazitski na vrstama roda Jania.